# America's Next Top Model (ventiduesima edizione)
La ventiduesima edizione di America's Next Top Model è andata in onda dal 5 agosto 2015 sul canale The CW nuovamente con il sottotitolo di Guys & Girls. Per il terzo anno consecutivo metà del cast dei concorrenti è composta da ragazzi, inoltre per questa edizione è stata data la possibilità di iscriversi (così come accadde per la tredicesima edizione) senza la soglia di altezza minima richiesta.

Diversamente dalle ultime tre edizioni viene tolta la possibilità al pubblico da casa di votare. Ritorna, quindi, ad essere decisivo unicamente il voto dei giudici e quello della prova settimanale.
 Nel nono episodio, prendono parte alla competizione anche gli eliminati delle puntate precedenti. Viene infatti data la possibilità a chi riceverà il punteggio più alto di rientrare in gara al posto dell'eliminato della stessa settimana. Il beneficiario di questa possibilità è stato Dustin, avente il punteggio più alto tra gli esclusi.

Nel decimo episodio il cast si sposta da Los Angeles a Las Vegas.
Quest'edizione vede la partecipazione di un concorrente sordo, Nyle DiMarco.

## Premi
Il premi per il vincitore di questa edizione consistono in:
- Un contratto con la NEXT Model Management
- Un servizio fotografico per la rivista Nylon
- Una campagna pubblicitaria per Zappos
- Un premio in denaro pari a 100.000 dollari

## Concorrenti
| Concorrente | Concorrente             | Età1 | Altezza | Provenienza                     | Posizione                                                                      |
| ----------- | ----------------------- | ---- | ------- | ------------------------------- | ------------------------------------------------------------------------------ |
|             | Delanie Dischert        | 21   | 179 cm  | Wilmington, Delaware            | Eliminata nell'episodio 3                                                      |
|             | Stefano Churchill       | 23   | 185 cm  | Virginia Beach, Virginia        | Eliminato nell'episodio 4                                                      |
|             | Ava Capra               | 19   | 165 cm  | Los Angeles, California         | Eliminata nell'episodio 6                                                      |
|             | Ashley Molina           | 21   | 170 cm  | Brooklyn, New York              | Eliminata nell'episodio 7                                                      |
|             | Courtney DuPerow        | 21   | 160 cm  | Avon Lake, Ohio                 | Eliminati nell'episodio 8                                                      |
|             | Bello Sánchez           | 26   | 175 cm  | Los Angeles, California         | Eliminati nell'episodio 8                                                      |
|             | Justin Kim              | 23   | 185 cm  | Springfield, Virginia           | Eliminato nell'episodio 9                                                      |
|             | Dustin McNeer           | 18   | 183 cm  | Kernersville, Carolina del Nord | Eliminato nell'episodio 5 Rientrato nell'episodio 9 Eliminato nell'episodio 10 |
|             | Hadassah Richardson     | 23   | 168 cm  | Houston, Texas                  | Eliminata nell'episodio 12                                                     |
|             | Devin Lj Clark          | 21   | 188 cm  | San Francisco, California       | Eliminato nell'episodio 13                                                     |
|             | Michael "Mikey" Heverly | 26   | 188 cm  | Hollywood, Florida              | Eliminati nell'episodio 16                                                     |
|             | Lacey Rogers            | 18   | 173 cm  | El Dorado, Arkansas             | Eliminati nell'episodio 16                                                     |
|             | Mamé Adjei              | 23   | 173 cm  | Silver Spring, Maryland         | Seconda classificata                                                           |
|             | Nyle DiMarco            | 25   | 188 cm  | Washington, Washington D.C.     | Vincitore                                                                      |

 1 L'età delle concorrenti si riferisce all'anno della messa in onda del programma

## Makeover
- Ashley: Taglio pixie ispirato a Tyra Banks e lenti a contatto
- Ava: Taglio mullet corto
- Courtney: Capelli con sfumature grigie e frangia di lato, sbiancamento dentale
- Bello: Aggiunta di extension ancora più lunghe
- Devin: Capelli rasati quasi del tutto e tinti di nero
- Dustin: Capelli schiariti e barba rasata
- Hadassah: Capelli rasati su un lato
- Justin: Taglio fauxhawk
- Lacey: Taglio a bob
- Mamé: Capelli ancora più ricci e voluminosi
- Mikey: Capelli accorciati e schiariti
- Nyle: Capelli accorciati e barba sistemata
- Stefano: Aggiunta di extension bionde

## Ordine di eliminazione
| Ordine | Episodi  | Episodi  | Episodi  | Episodi  | Episodi  | Episodi  | Episodi  | Episodi  | Episodi  | Episodi | Episodi | Episodi | Episodi | Episodi |
| Ordine | 3        | 4        | 5        | 6        | 7        | 8        | 9        | 10       | 12       | 13      | 14      | 16      | 16      | 16      |
| Ordine | 3        | 4        | 5        | 6        | 7        | 8        | 9        | 10       | 12       | 13      | 14      | Ragazzi | Ragazze | Finale  |
| ------ | -------- | -------- | -------- | -------- | -------- | -------- | -------- | -------- | -------- | ------- | ------- | ------- | ------- | ------- |
| 1      | Devin    | Ava      | Lacey    | Nyle     | Lacey    | Lacey    | Nyle     | Mikey    | Mamé     | Mikey   | Mamé    | Nyle    | Mamé    | Nyle    |
| 2      | Justin   | Mikey    | Mamé     | Lacey    | Mamé     | Nyle     | Hadassah | Devin    | Mikey    | Mamé    | Nyle    | Mikey   | Lacey   | Mamé    |
| 3      | Lacey    | Bello    | Devin    | Mamé     | Nyle     | Justin   | Lacey    | Lacey    | Devin    | Lacey   | Lacey   |         |         |         |
| 4      | Mikey    | Devin    | Mikey    | Hadassah | Bello    | Mikey    | Mamé     | Mamé     | Nyle     | Nyle    | Mikey   |         |         |         |
| 5      | Ava      | Courtney | Ashley   | Justin   | Mikey    | Hadassah | Mikey    | Nyle     | Lacey    | Devin   |         |         |         |         |
| 6      | Mamé     | Justin   | Bello    | Devin    | Justin   | Mamé     | Devin    | Hadassah | Hadassah |         |         |         |         |         |
| 7      | Bello    | Nyle     | Nyle     | Ashley   | Hadassah | Devin    | Justin   | Dustin   |          |         |         |         |         |         |
| 8      | Stefano  | Lacey    | Ava      | Mikey    | Courtney | Bello    | Dustin   |          |          |         |         |         |         |         |
| 9      | Ashley   | Mamé     | Courtney | Bello    | Devin    | Courtney | Stefano  |          |          |         |         |         |         |         |
| 10     | Courtney | Dustin   | Justin   | Courtney | Ashley   |          | Ava      |          |          |         |         |         |         |         |
| 11     | Hadassah | Ashley   | Hadassah | Ava      |          |          | Courtney |          |          |         |         |         |         |         |
| 12     | Nyle     | Hadassah | Dustin   |          |          |          | Bello    |          |          |         |         |         |         |         |
| 13     | Dustin   | Stefano  |          |          |          |          | Delanie  |          |          |         |         |         |         |         |
| 14     | Delanie  |          |          |          |          |          | Ashley   |          |          |         |         |         |         |         |

- L'episodio 1 vede la presentazione di 31 semifinalisti ridotti a 22 dopo un servizio fotografico.
- l'episodio 2 si sviluppa la scelta dei 14 finalisti che viene emanata solo nel terzo episodio quando, di fatto, si avrà anche la prima eliminazione.
- Nell'episodio 9 viene data la possibilità ai 7 eliminati di poter concorrere per rientrare in gara, sfidandosi alla pari con gli altri concorrenti sia nella sfida settimanale che nel servizio fotografico. Alla fine della puntata, Tyra annuncia, in modalità inversa dal solito, il nome degli eliminati definitivamente fino ad arrivare al ripescato, Dustin. La puntata termina con il giudizio sospeso su chi sarà eliminato tra Devin e Justin.
- L'episodio 10 si apre con l'eliminazione di Justin.
- L'episodio 11 è il riassunto dei precedenti.
- Nell'episodio 14 Lacey e Mikey sono stati parte di una non-eliminazione.
- L'episodio 15, la semifinale, ha visto la sfida diretta tra i due concorrenti uomini Mikey e Nyle e tra le due concorrenti donne Mamé e Lacey per un posto in finale per genere. I due finalisti non sono stati rivelati fino all'inizio della puntata successiva.

   /grassetto   Il concorrente è stato eliminato
     Il concorrente rientra in gara
     Il concorrente è parte di una non eliminazione
     Il concorrente perde la possibilità di rientrare in gara
     Il/La concorrente vince la gara

## Servizi
- Episodio 1: Sfilata in costume e foto su un autobus a due piani (Top 31).
- Episodio 2: Semi-nudi recando tra le mani un cartellone con un hashtag per il cartellone promozionale (Top 21).
- Episodio 3: Nudi e legati insieme in coppia.
- Episodio 4: Pose estreme con veterani di guerra mutilati (Alex Minsky e Melissa Stockwell).
- Episodio 5: Vestiti sportivi geometrici e senza ritocchi fotografici.
- Episodio 6: Posseduti ed esorcizzati librati in aria.
- Episodio 7: In coppia in spiaggia per pubblicità deodorante.
- Episodio 8: Bambole a grandezza umana, ispirate a La mia amica speciale.
- Episodio 9: "Tale padrone, tale cane!" in coppia con un cane.
- Episodio 10: spot pubblicitario "BOOTYful" - Tyra Bellezza.
- Episodio 12: "Fierce-a-gram" - Volti ritagliati che nascondono cosa succede intorno, con J. Alexander.
- Episodio 13: Al buio nell'oscurità del bosco.
- Episodio 14: Doppia foto in coppia con la propria mamma.
- Episodio 15: Servizio fotografico per la rivista Nylon e campagna d'abbigliamento per Zappos.
- Episodio 16: Sfilata finale presso il Walt Disney Concert Hall.